# Wagashi

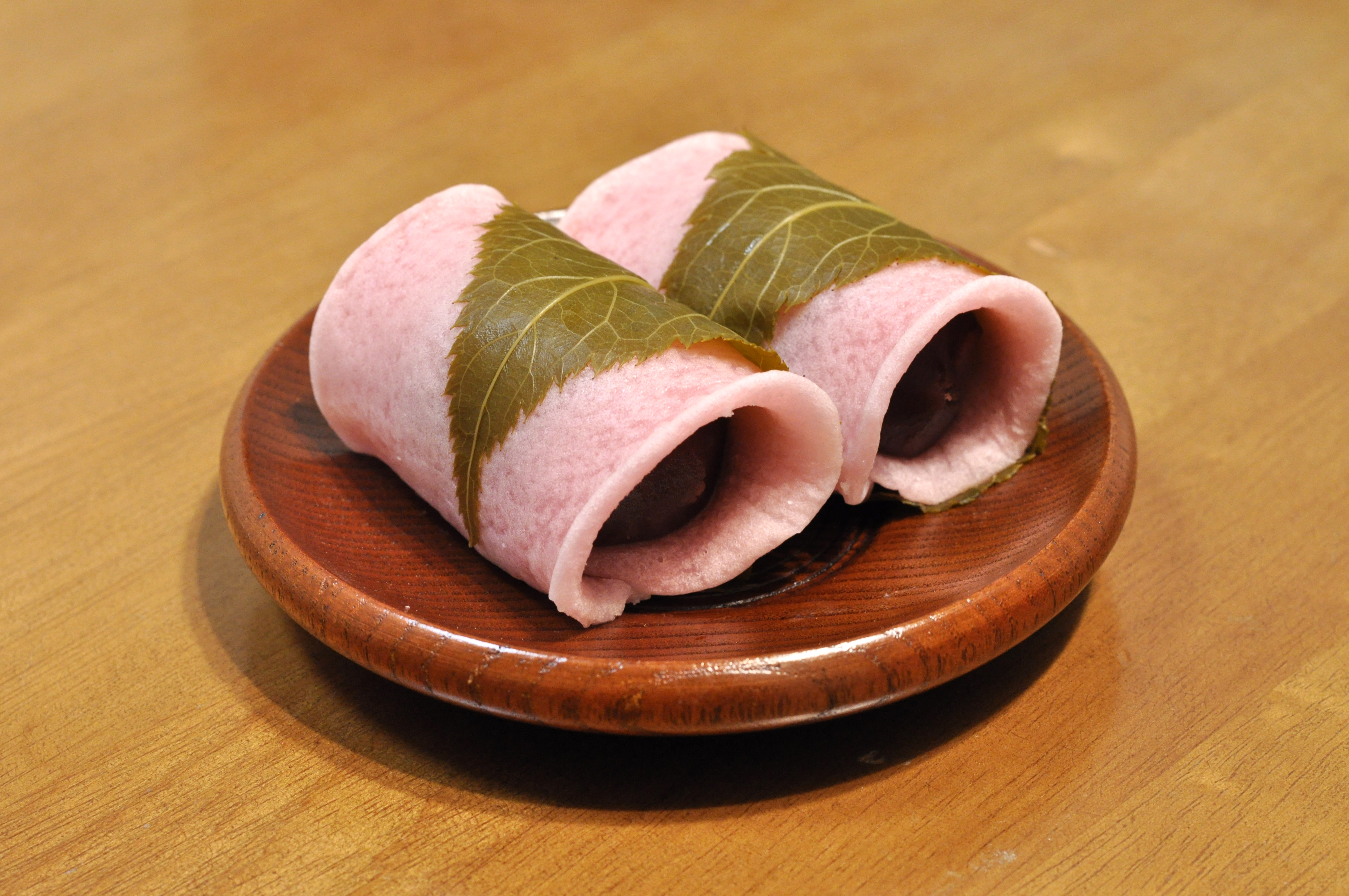
Sakuramochi.

El wagashi (和菓子?) es un dulce tradicional japonés que se sirve a menudo con el té, y que se elabora principalmente con mochi (pastel de arroz glutinoso), anko (pasta endulzada de judías azuki) y fruta.  
El wagashi se elabora típicamente a partir de ingredientes naturales, principalmente vegetales. Generalmente no se consideran wagashi los dulces introducidos desde Occidente tras la Restauración Meiji (1868). La mayoría de los dulces de Okinawa y de los de origen europeo y chino, que usan ingredientes ajenos a la cocina japonesa tradicional (como por ejemplo el castella), rara vez se consideran wagashi.

## Historia

### Antigüedad

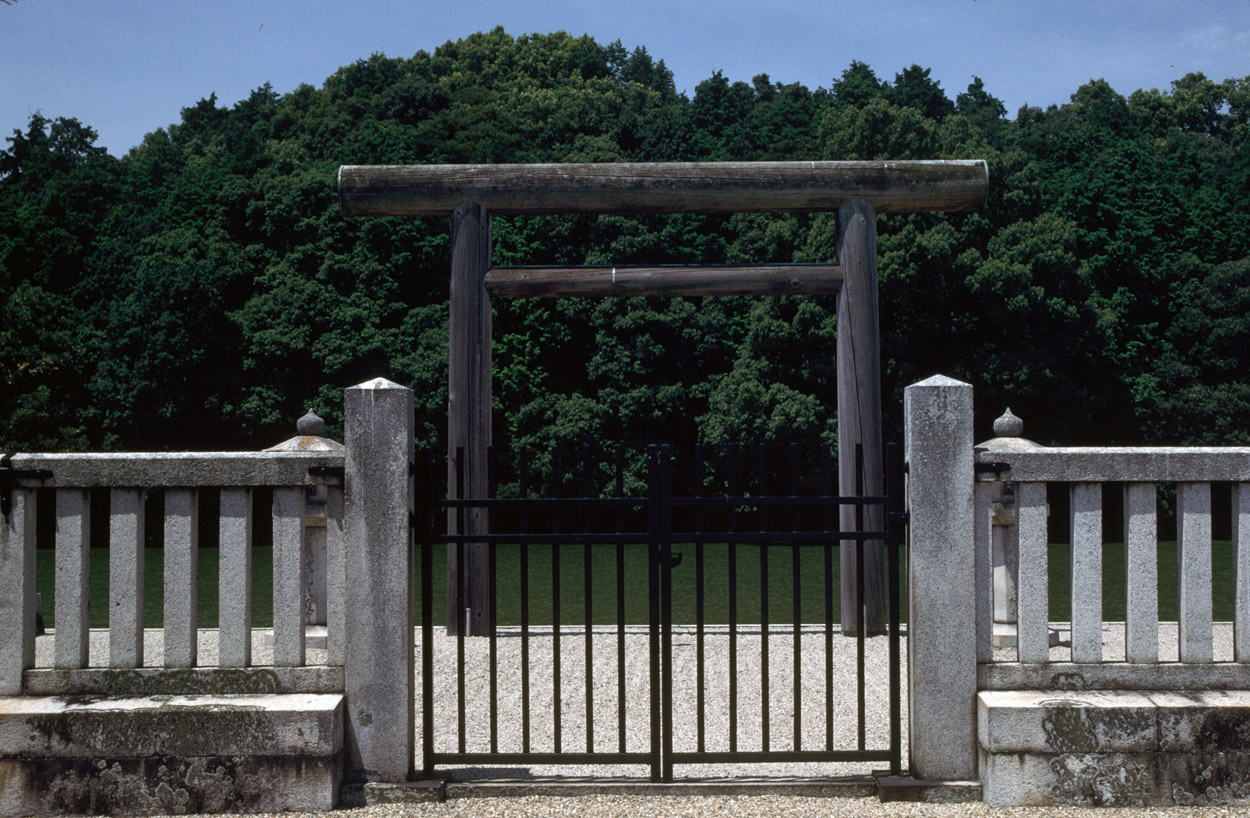
Tumba del Emperador Suinin, Prefectura de Nara.

En el antiguo Japón, la gente comía fruta y frutos secos como dulces y caramelos, para completar su dieta básica de grano (arroz, trigo y mijo). En una excavación de un yacimiento de la Era Jōmon se descubrieron los restos carbonizados de los que parecían ser galletas hechas de harina de castañas japonesas.
Según el Kojiki, el Emperador Suinin ordenó a Tajima-mori que trajese Tokijiku-no-Kagu-no-Konomi (登岐士玖能迦玖能木實,?  un tipo de naranja) del País Eterno. Diez años después, Tajima-mori regresó con la naranja, pero el Emperador ya había muerto. Tajima-mori se lamentó de no poder completar su misión y se quitó la vida. Por tradición, Tajima-mori es adorado como un kami (‘espíritu’) como santo patrón entre los confiteros.
La tecnología de procesado del grano evolucionó gracias al cultivo de arroz. La gente empezó a producir arroz seco (yaigome), arroz secado al sol cocinado (hoshi-ii), harina de arroz, dumplings (dango), mochi, ame (hecho de arroz malteado sacarificado) y demás. Por esto los dulces de los antiguos eran muy simples.

### Confituras Tang
Japón envió misiones a las dinastías chinas Sui y Tang desde la era Asuka hasta el comienzo de la Heian. Estas embajadas trajeron de vuelta confituras Tang (唐菓子 Tō-gashi o kara-kudamono?), 14 confituras basadas en harina de cereal (果餅?) y las recetas. Las confituras Tang se elaboraban amasando harina de trigo y harina de arroz y friéndola en aceite. Eran más avanzadas que las confituras de Japón en aquella época. Se sirvieron en la Corte Imperial y fueron ofrecidas a las deidades sintoístas y budistas. Según algunas fuentes, un azúcar moreno oscuro también fue traído de China por Jianzhen, quien fue a Japón desde la dinastía Tang en esta época. Sin embargo, debido a que la tecnología de refinamiento de azúcar no estaba introducida en Japón en ese punto, el azúcar era muy rara y se atesoraba como una medicina. Generalmente, el sirope obtenido reduciendo la savia de la enamorada del muro (甘葛煎 amazura-sen?) se usaba como endulzante en esta época.
Durante este periodo se escribieron muchos diarios e historias entre las clases altas y los aristócratas. Genji Monogatari, Makura no Sōshi y El diario de Izumi Shikibu tienen algunos episodios sobre las confituras. Gracias a ellos conocemos la cultura de las confituras.
- Confituras Tang
  - Las ocho principales: Baishi, Danki, Hichira, Kakko, Keishin, Tensei, Tōshi y Tsuishi.
  - Otras: Buto, Fuzuku, Heidan, Hōtō (según una teoría, es un arquetipo del hōtō), Kakunawa, Konton, Magari, Mugikata y Sakuhei.
- Aozashi: Se hace con harina de trigo verde seco y se enrolla como un hilo.
- Kezurihi: Hielo rascado con sabor a sirope de amazura-sen. Se llama kakigōri actualmente.
- Algunas confituras a base de mochi, por ejemplo:
  - Tsubaki mochii: Un mochi con sabor a sirope de amazura-sen.
  - Inoko mochii: Un mochi con forma de jabato.

### Introducción del té
No está claro cuándo se produjo la primera introducción del té en Japón. En el 729, el emperador Shōmu celebró un ritual de la fiesta del té tras una lectura sutra. En el 815, el emperador Saga recibió una taza de té del sumo sacerdote. Durante la era Heian parece que la costumbre de tomar té no estaba establecida fuera de los templos y del budismo, y que no había alcanzado la cultura doméstica. Por tanto, se suele considerar que la introducción se produjo en el 1191, cuando el famoso sacerdote zen Eisai llevó semillas de té a Kioto. Entonces se mejoró la confitería como comida ligera para acompañar al té.
En 1349 Rin Jōin (林淨因?) llegó desde Yuan a Japón con un sacerdote zen. Se estableció en Nara y vendió dumplings rellenos vaporizados. Sin embargo, debido a que comer carne era un tabú entonces en Japón, se usó como relleno azuki endulzado con sirope de madreselva. Esto resultó muy popular y se presentó repetidamente a la Corte Imperial. Entonces Rin contrajo matrimonio y se nacionalizó japonés. La tienda de manjū que abrió sigue funcionando en Tokio como Shiose Sō-honke (塩瀬総本家?). Más aún, desde 1949 Rin fue adorado como ancestro del manjū en el altar sintoísta Hayashi de Nara.

### Confituras Nanban
En 1543, unos portugueses naufragaron en la isla Tanegashima. Algunas confituras japonesas se hicieron populares en Japón durante el comercio Nanban. A ellas se alude con el nombre nanban-gashi (南蛮菓子?), o ‘wagashi con un nuevo aire’.
En Japón no es frecuente el ganado vacuno, por lo que las confituras basadas en productos no lácteos eran más populares, como castella, kompeitō, aruheitō, karumera, keiran sōmen, bōro y bisukauto.

### Era Edo
Durante la era Edo, la producción de azúcar de caña en Okinawa se hizo altamente productiva, y el azúcar moreno de baja calidad, así como el azúcar blanco muy procesado estuvieron ampliamente disponibles. Un tipo de azúcar, el wasanbon, fue perfeccionado en este periodo y aún se usa exclusivamente para elaborar wagashi. El wagashi era una regalo popular entre samuráis, tan importante como un buen vino. El wagashi se servía como parte de la ceremonia del té japonesa, y servir un buen wagashi de temporada demostraba la educación del anfitrión.

## Tipos dewagashi

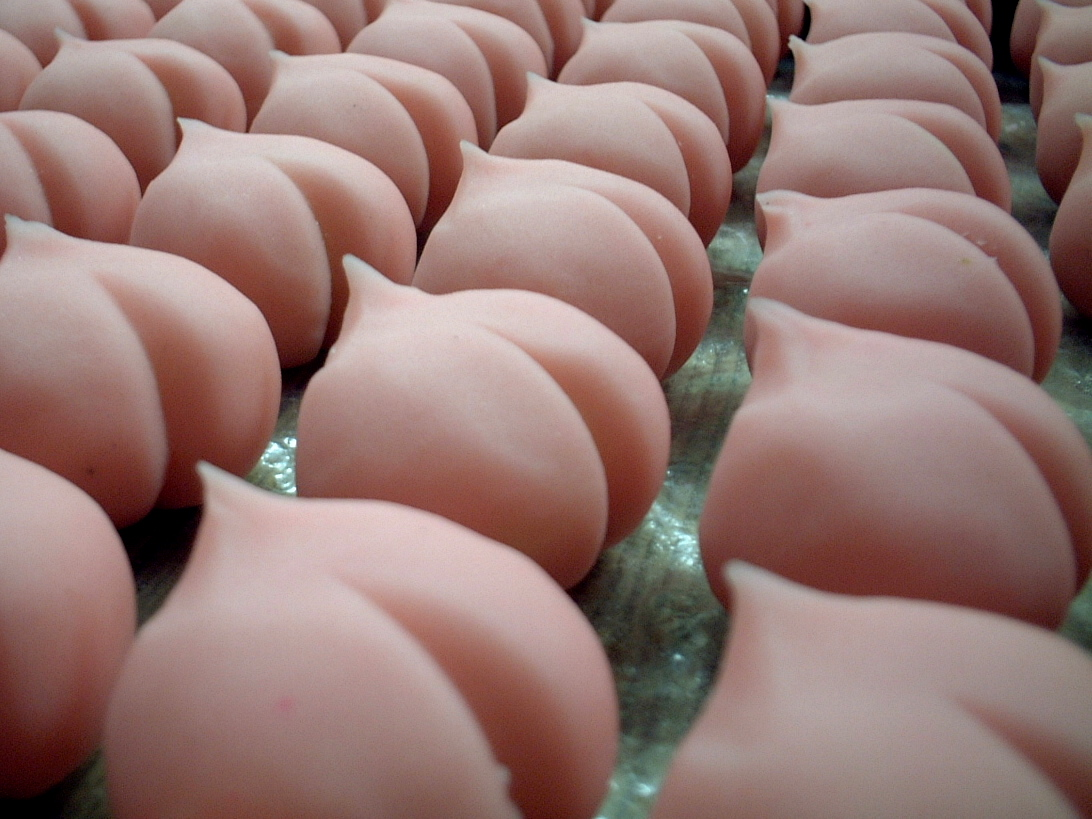
Seiōbo, wagashi con forma de melocotón.

- Akumaki, una golosina de la prefectura de Kagoshima.
- Anmitsu, cubos gelatinosos helados (kanten) con fruta.
- Amanattō, judías anko o de otro tipo cocidas a fuego lento con azúcar, y secadas.
- Botamochi, bola de arroz dulce envuelta con anko (o an, que es su variante espesa).
- Daifuku, nombre genérico para el mochi (pastel de arroz glutinoso) relleno con anko.
- Dango, un mochi pequeño y pegajoso, comúnmente pinchado en un palo.
- Dorayaki, un dulce redondo plano consistente en castella envuelta sobre anko.
- Hanabiramochi, un mochi dulce plano rojo y blanco, envuelto con anko y con una tira de gobo (bardana) caramelizada.
- Ikinari dango, un panecillo al vapor con trozos de batata en la masa y anko en el centro. Es una especialidad local en la Prefectura de Kumamoto.
- Imagawayaki (también kaitenyaki y similar), anko envuelto en un disco de masa frita.
- Kuri hōka (栗宝華?), una castaña envuelta en yōkan.[2][3]
- Kuri kinton, una mezcla endulzada de castañas cocidas y trituradas.
- Kusa mochi (‘hierba mochi’), un mochi dulce con altamisa japonesa (yomogi), rodeando un centro de anko.
- Manjū, pasteles de an al vapor rodeados de una mezcla de harina, disponibles en muchas formas, como melocotones, conejos o setas matsutake (松茸).
- Matsunoyuki (‘la nieve sobre el pino’), un mochi dulce con forma de pino, rociado de azúcar glas.
- Monaka, un centro de anko entre dos delicados y crujientes crackers de arroz dulce.
- Ofukuimo (お馥芋?), bizcocho relleno con pasta de batata.
- Oshiruko (también zenzai), un postre caliente hecho de anko con forma de sopa líquida y un pequeño mochi flotando en ella.
- Rakugan, un pastel dulce pequeño y muy duro que se hace con harina de arroz y mizuame.
- Sakuramochi, un pastel de arroz relleno de anko y envuelto en hoja de cerezo encurtidas.
- Shimizukage (清水かげ?), una gelatina de judía (un tipo de yōkan). Shimizu significa literalmente ‘agua de manantial’.
- Taiyaki, como un  kaitenyaki, un centro de anko rodeado de una cobertura de masa frita con forma de pez.
- Uirō, un pastel al vapor hecho de harina de arroz y azúcar, parecido al mochi.
- Warabimochi, un wagashi hecho tradicionalmente de warabi y servido con kinako  y kuromitsu.
- Yatsuhashi, hojas finas de gyūhi (mochi endulzado), disponibles en varios sabores, como canela, y dobladas ocasionalmente en un triángulo alrededor de una bola de anko roja.
- Yōkan, uno de los wagashi más antiguos, un bloque sólido de anko, endurecido con agar y azúcar añadida.

### Clasificación y categorías

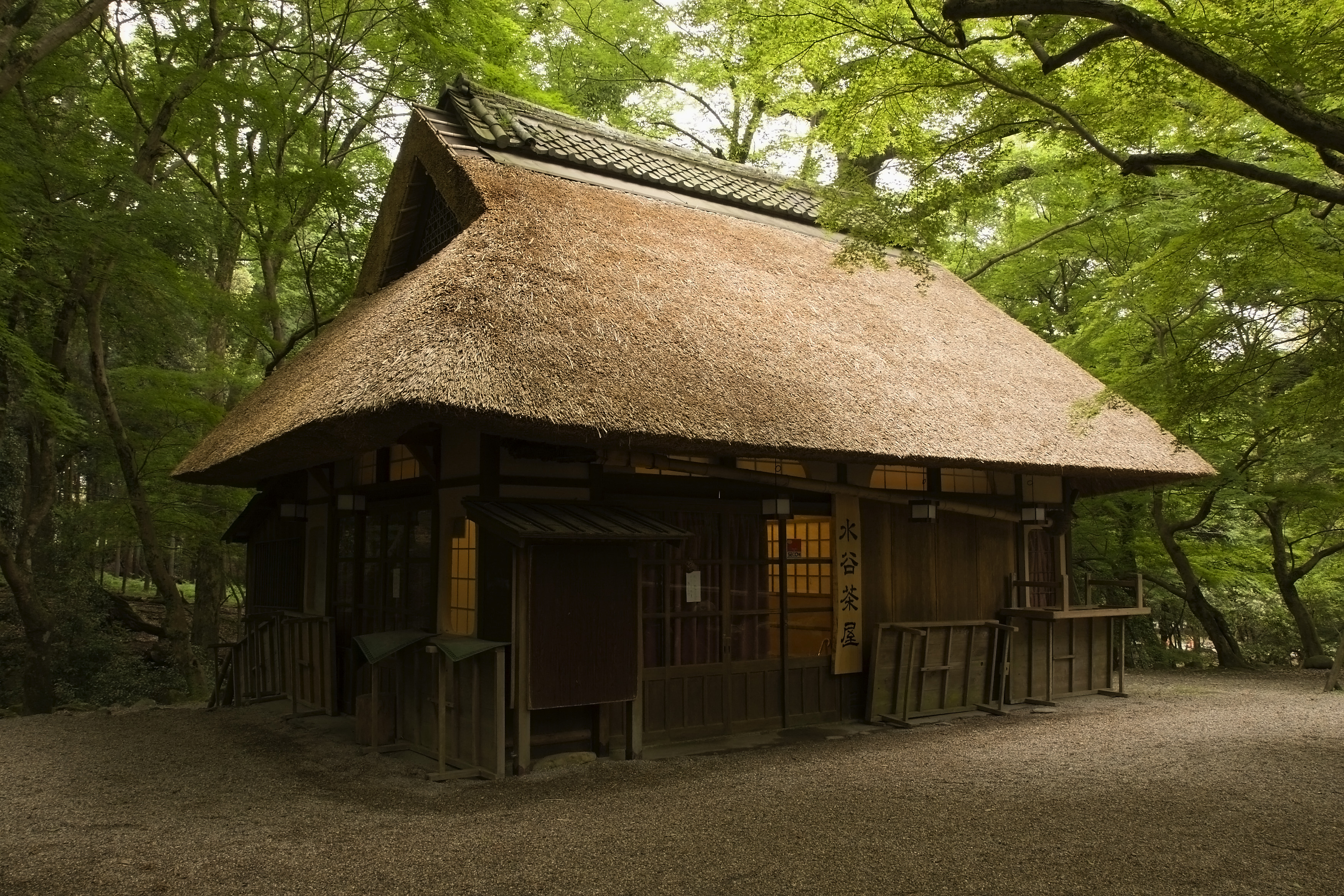
Una chaya o casa de té tradicional japonesa, que ofrece té y wagashi. La de la imagen están en el Parque de Nara.

El wagashi se clasifica según el método de producción y su contenido en humedad, que es muy importante al afectar la fecha de caducidad.
- Namagashi (生菓子?) (dulces húmedos): contiene un 30% de humedad o más.
  - Jō namagashi (上生菓子?), nagamashi variado según la temporada, muy tierno y delicado, con diversos colores y formas, a veces muy elaborados, reflejando a menudo plantas de temporada. Algunas tiendas comercializan varias docenas a lo largo del año.[4]
  - Mochi mono (もち物?)
  - Mushi mono (蒸し物?)
  - Yaki mono (焼き物?)
    - Hiranabe mono (平なべ物?)
    - Ōbun mono (オーブン物?)

  - Nagashi mono (流し物?)
  - Neri mono (練り物?)
  - Age mono (揚げ物?)
- Han namagashi (半生菓子?) (dulces semihúmedos): contiene de un 10 a un 30% de humedad.
  - An mono (あん物?)
  - Oka mono (おか物?)
  - Yaki mono (焼き物?)
    - Hiranabe mono (平なべ物?)
    - Ōbun mono (オーブン物?)

  - Nagashi mono (流し物?)
  - Neri mono (練り物?)
- Higashi (干菓子?) (dulces secos): contiene un 10% de humedad o menos.
  - Uchi mono (打ち物?)
  - Oshi mono (押し物?)
  - Kake mono (掛け物?)
  - Yaki mono (焼き物?)
  - Ame mono (あめ物?)